# Chernelházadamonya
Chernelházadamonya község Vas vármegyében, a Sárvári járásban.

## Fekvése
Sárvártól 21 kilométerre északnyugatra, Szombathelytől 31 kilométerre északkeletre, Büktől 9 kilométerre délkeletre, a Répce bal partján fekszik.

### Megközelítése
Zsáktelepülésnek tekinthető, mivel közúton csak egy irányból érhető el: a Cirák–Tompaládony–Bük–Zsira között húzódó 8614-es útról Mesterháza legnyugatibb házaitól mintegy 1,5 kilométerre, Bő keleti szélétől 7-800 méterre dél felé leágazva lehet betérni a községbe. Répceszentgyörggyel egy alsóbbrendű, számozatlan önkormányzati út köti össze.
Vasútvonal az 1970-es évek dereka óta nem érinti, azóta a legközelebbi vasúti csatlakozási lehetőséget a Hegyeshalom–Porpác-vasútvonal Hegyfalu vasútállomása kínálja, közúton mintegy 8 (légvonalban 4,5) kilométerre nyugatra, illetve a Sopron–Szombathely-vasútvonal Bük vasútállomása, 8,6 km távolságra.
Korábban (1913. november 8. és 1974. május 26. között) érintette a Sárvár–Répcevis–Felsőlászló-vasútvonal is, amelynek egy megállóhelye is volt itt, a lakott területtől nagyjából egy kilométerre északra. 1974-ben a vonalat megszüntették, majd a pályát is felszedték, sőt a nyomvonalat is több szakaszon szétszántással felismerhetetlenné tették. A hajdani megálló létesítményeit elbontották, még a területe is magánkézbe került.

## Története
Két falu, Csernelháza és Damonya egyesítéséből jött létre 1925-ben, 1927-ig ideiglenesen Chernelháza volt a neve. Az egyesített település nevének helyesírását – a vonatkozó jogszabályokban foglaltaktól eltérve – az innen származó chernelházi Chernel nemesi család nevére tekintettel határozták meg.
Határában, a Kukucsa-majorban 1952-ben több római kori urna- és egy 4. századi téglával fedett sírt tártak fel, amelyek mellékleteként bélyeges mécses, illatszeres üveg és agyagkancsó került elő.

### Damonya története
A község két része közül Damonya tűnt fel először az írott forrásokban. Nevét a szláv eredetű Damján névből eredeztetik. Első ismert birtokosai az Osl nemzetség tagjai, akik közül többen is a Damonyai nevet használták. 1239-ben az ugyanezen nemzetséghez tartozó Szatmár fia, Miklós, a falu egy részét a templomos lovagoknak adományozta, de a Damonyai családnak jelentős területei maradtak itt. A Nagydamonyának nevezett részt királyi adományként kapták a Chernel család ősei. Ebből lett a későbbi Chernelháza, melyet 1436-ban említett írásos forrás először.
Damonya tulajdonosa a johannita-lovagrend lett 1483-ban, ekkor az itt lakókra is kiterjesztették a vám- és harmincad-mentességet. Az 1400-as évektől azonban a lakosok fokozatosan önállóak lettek, illetve a Damonyai család birtokaprózódása során egyre több nemesi birtokos jelent meg. 1671-ben 25 egytelkes nemest írtak itt össze. A 18. században elég nagy számban jegyeztek fel jobbágytelkeket. A birtokosok között találjuk a Nagy, a Chernel, a Végh és a Guáry családot. 1787-ben a 14 jobbágyi jogállású lakos mellett 25 zsellért is összeírtak. A nemesi lakosok száma ekkor 7 volt. A 19. századtól jelent meg a birtokosok között a Simon család.
1850-ben a lakosság száma 296 fő, amely szinte egységesen katolikus vallású volt.

### Chernelháza története

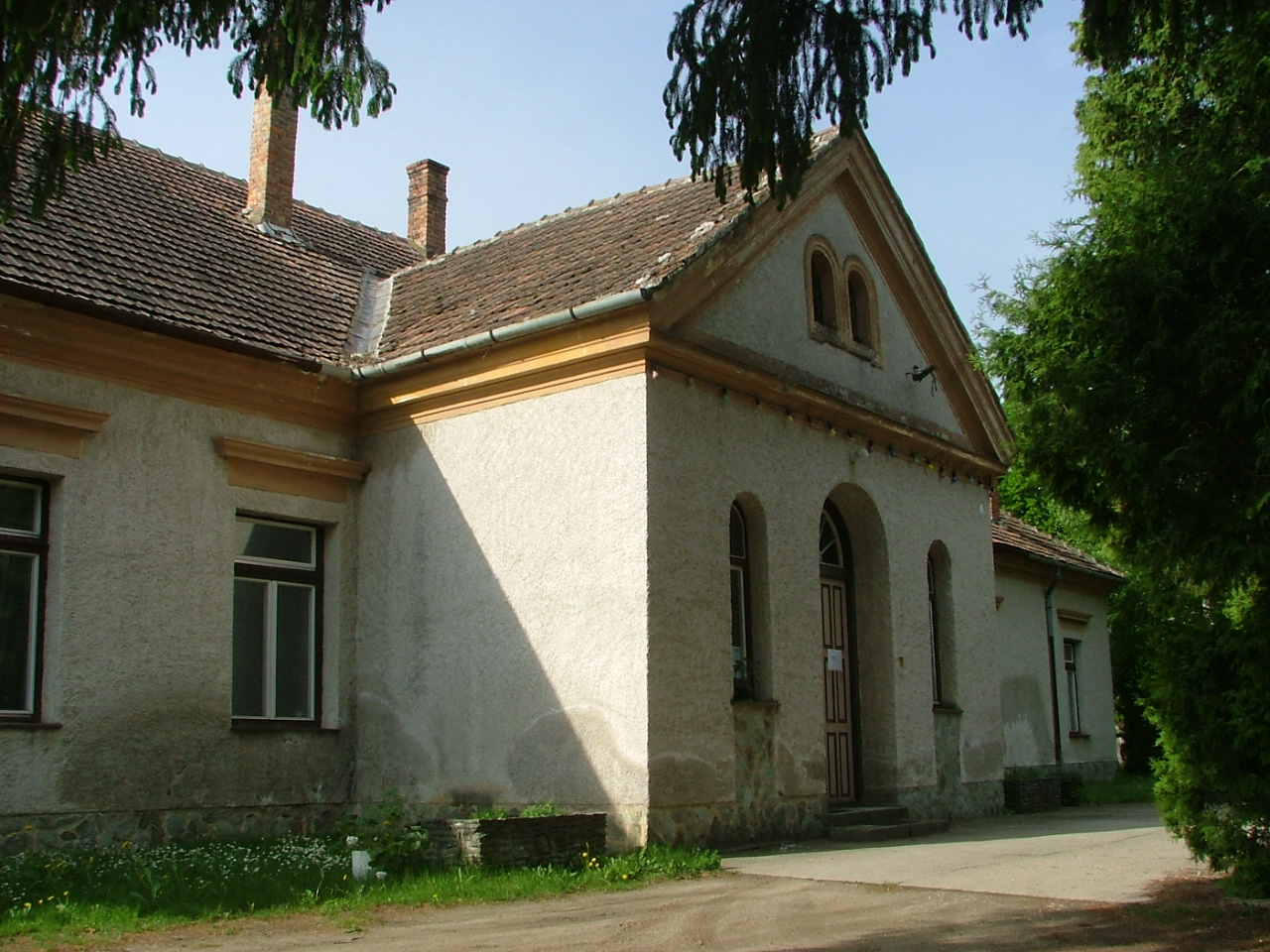
A Simon kúria

Chernelháza neve viszonylag későn, 1436-ban jelent meg először írásban. Létezéséről azonban már a 13. század végéről tudósít az az adománylevél, amely szerint 1272-ben V. István a Damonyainak is nevezett Mixét (Miksa) és fiát Mártont, a csehek elleni háborúban szerzett érdemeik okán, kiemelte a karakói várjobbágyok közül. Egyúttal az addig általuk használt négyekényi nagyságú földjüket örökbirtokként nekik adományozta. Az ő leszármazottaik voltak a későbbiekben több jelentős országos tisztet is betöltő Chernel család tagjai (1360-ban Márton unokája Miklós használta először a Chernel nevet). Az általuk birtokolt faluhoz pedig a család neve társult a 15. századtól.
Ugyanebben a században indult el a kisnemesi faluvá válás folyamata is, amelynek következtében 1671-ben már 13 egytelkes nemes élt itt. A 18. századra azonban ez – mint Damonyán is – megfordult, és részben visszaalakult jobbágyfaluvá. Birtokosai a Chernel család tagjai voltak, akik spanyol mintájú juhtenyészetet és országos hírű ménest hoztak létre. 1787-ben a férfi-lakosságból 5 nemesi, 6 paraszti (jobbágyi) és 13 zselléri jogállású volt.
A mindig csekély lakosságszámú települést (1787-ben 95 fő, 1850-ben 145 fő, 1920-ban 161 fő) már a feudális korban együtt írták össze a szomszédos Damonyával. Ennek és egybeépülésüknek lett következménye a közigazgatási egyesítés, amely után 1930-ban 477 lakos élt itt.
Az 1950-es megyerendezés keretében Vas megyéhez csatolták.

## Közélete

### Polgármesterei
- 1990–1994: Giczi Kálmán (független)[7]
- 1994–1998: Giczi Kálmán (független)[8]
- 1998–2002: Giczi Kálmán (független)[9]
- 2002–2006: Horváth Károly Lászlóné (független)[10]
- 2006–2010: Giczi Kálmán (független)[11]
- 2010–2014: Németh László (független)[12]
- 2014–2019: Németh László (független)[13]
- 2019–2024: Horváth Károly Zsolt (független)[14]
- 2024– : Horváth Károly Zsolt (független)[1]

## Népesség
A település népességének változása:
| Lakosok száma | 208  | 200  | 192  | 206  | 216  | 209  | 200  |
|               | 2013 | 2014 | 2015 | 2021 | 2022 | 2023 | 2024 |

A 2011-es népszámlálás során a lakosok 97,9%-a magyarnak, 3,2% németnek, 2,7% cigánynak, 1,1% horvátnak mondta magát (2,1% nem nyilatkozott; a kettős identitások miatt a végösszeg nagyobb lehet 100%-nál). A vallási megoszlás a következő volt: római katolikus 80,9%, református 2,1%, evangélikus 4,3%, felekezet nélküli 2,1% (10,6% nem nyilatkozott).
2022-ben a lakosság 91,7%-a vallotta magát magyarnak, 6,5% németnek, 1,4% szerbnek, 0,5-0,5% cigánynak, románnak, horvátnak és örménynek, 4,2% egyéb, nem hazai nemzetiségűnek (6,9% nem nyilatkozott; a kettős identitások miatt a végösszeg nagyobb lehet 100%-nál). Vallásuk szerint 44,4% volt római katolikus, 7,9% református, 3,7% evangélikus, 3,2% görög katolikus, 0,9% ortodox, 0,5% egyéb keresztény, 1,9% egyéb katolikus, 9,3% felekezeten kívüli (28,2% nem válaszolt).

## Nevezetességek

### Lebontott kastélyok
Mindkét községrésznek volt kastélya.
Verebi Végh vagy Nagycenki Cukorgyári Rt. kastélya volt a damonyai részen álló épület, amelyet a 18. század végén a Végh család birtokolt. Tőlük az Ürményiek vették meg. Az 1930-as években a Nagycenki Cukorgyáré volt, de akkor már nagyon elhanyagolt állapotban.
A Chernelházi-kastély a Mező utcában állt. Az L alakú, korábban emeletes épület azonban inkább csak kúriának volt nevezhető. A kastélyban egykor tíz szoba volt, a legdíszesebb kiképzést a nagyszalonnak nevezett díszterem kapta. A kastélyt 1945-ben elvették a Chernel családtól, a Szemes nevű bérlőt kitelepítették, majd szükséglakásokat alakítottak ki az épületben. Miután a lakók kiköltöztek a kastélyból, az épület állapota teljesen leromlott; a település vezetői és lakói megpróbálták megmenteni a kastélyt, de nem sikerült a felújításhoz szükséges összeget előteremteni. Így 1982-ben lebontották. Az egykor a homlokzatát díszítő kettős címert a Simon-féle kúria (egykoron a termelőszövetkezet irodaépülete) kapuja mellett helyezték el 1984-ben a család emlékére.

### Látnivalók
- Simon-kúria a Fő utca 59. alatt található, szabadon álló, földszintes, téglalap alaprajzú épület. A kúriát építtető Simon család a 19. század elején szerzett birtokokat a településen, itteni rezidenciájuk 1858-ban már biztosan állt a kataszteri térkép tanúsága szerint. Az 1945-ös kisajátítás után a Répcevölgye Termelőszövetkezet kezelésébe került a kúria, amely irodákat helyezett el falai között, illetve a korábbi tulajdonos özvegyének is itt volt egy lakrésze. Később a tanácsházát és a művelődési otthont is az épület egyik részében helyezték el, majd az 1980-as évek végétől ismét csak a tsz használta a kúriát.[17]
- A Szent Vendel szobor a Vasút utca és a Fő utca kereszteződésében áll, amely érdekes alakban, pásztorfiúként ábrázolja az állattenyésztők védőszentjét. 1854-ben állíttatta Végh Johanna az 1851. év emlékére.
- Végh kastély maradványa és magtár: az egykori épületből még megmaradt részek romos állapotban, de új tetővel áll a Fő utca 33. alatt.
- Kápolna, Fő utca 26.
- Harangtorony, Fő utca
- Lourdes-i barlang a falutól északnyugatra.
- Répce és vízierőmű maradványa.

## Galéria

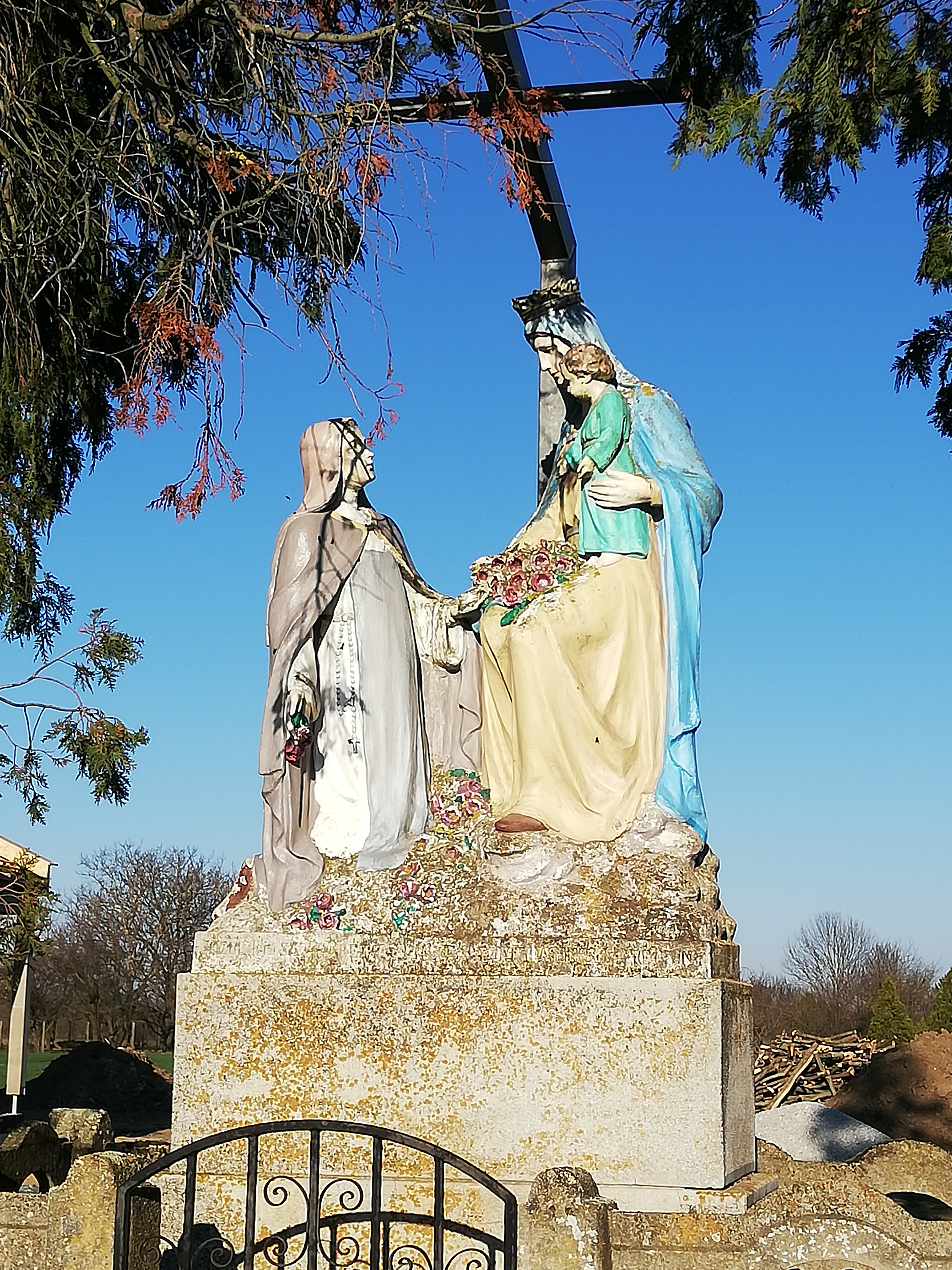
Vallási témájú szoborcsoport Chernelházadamonya bejárati útja mellett
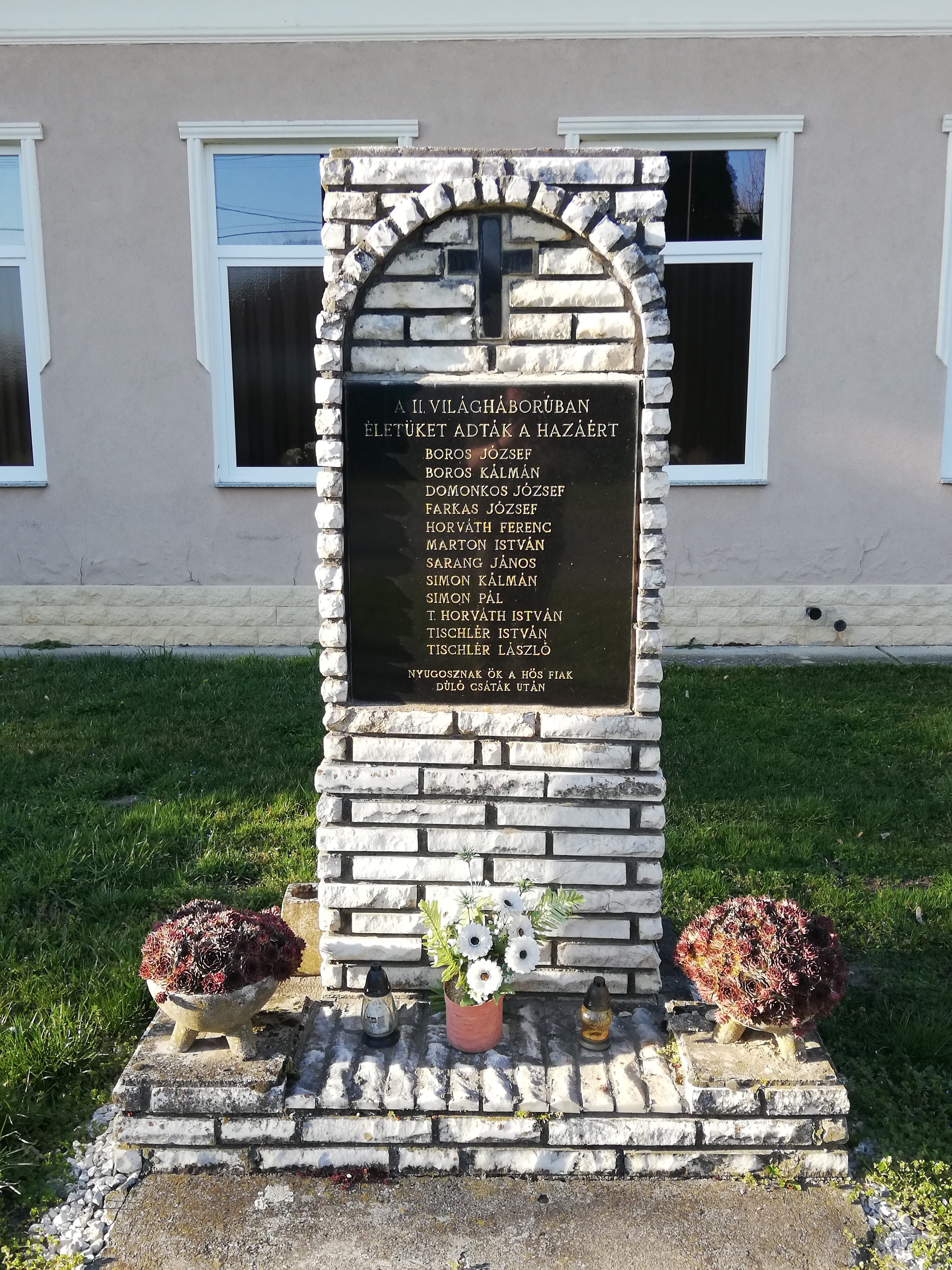
II. világháborús emlékmű Damonya központjában
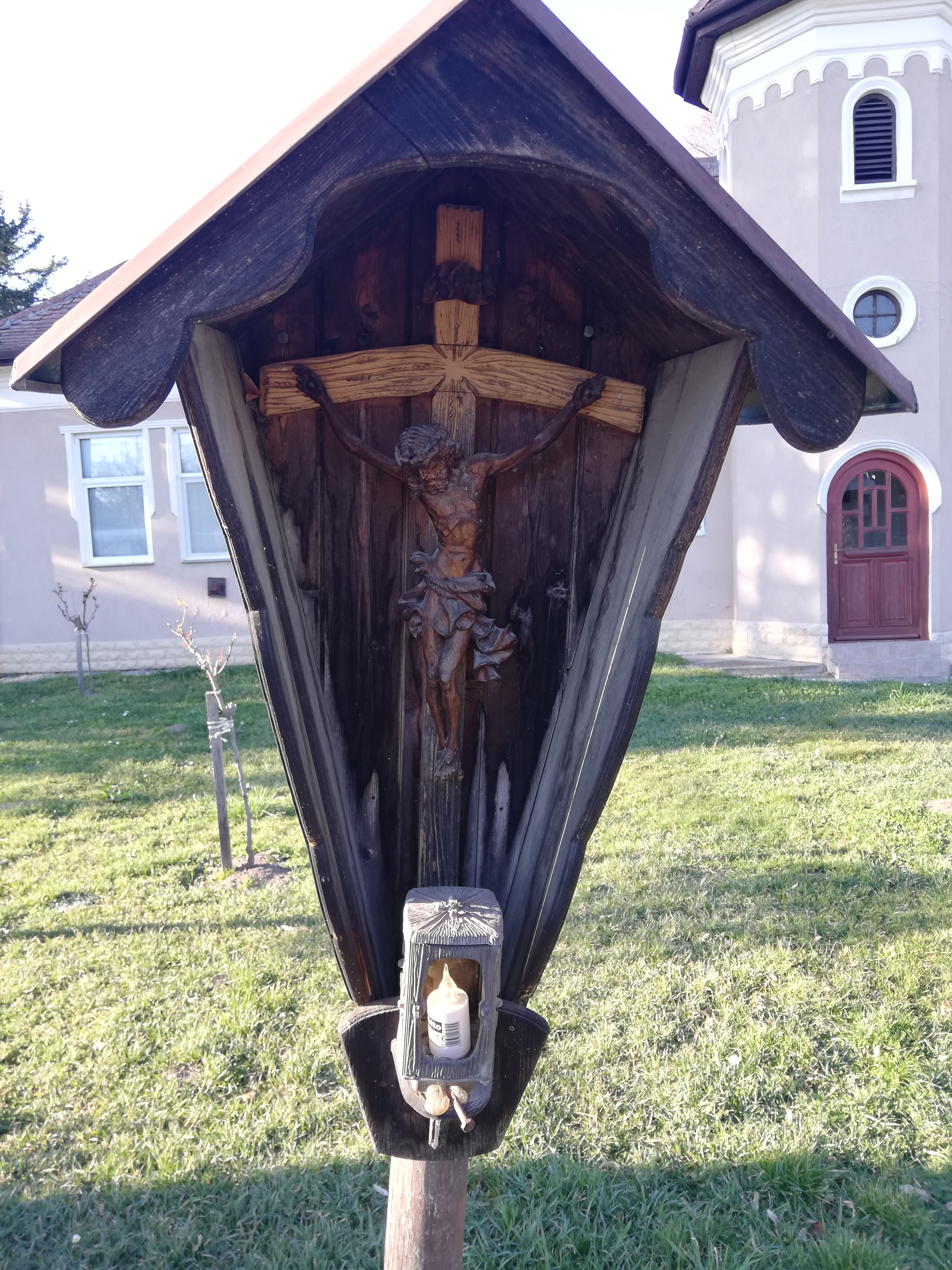
Kis útszéli szentképfülke Damonya központjában
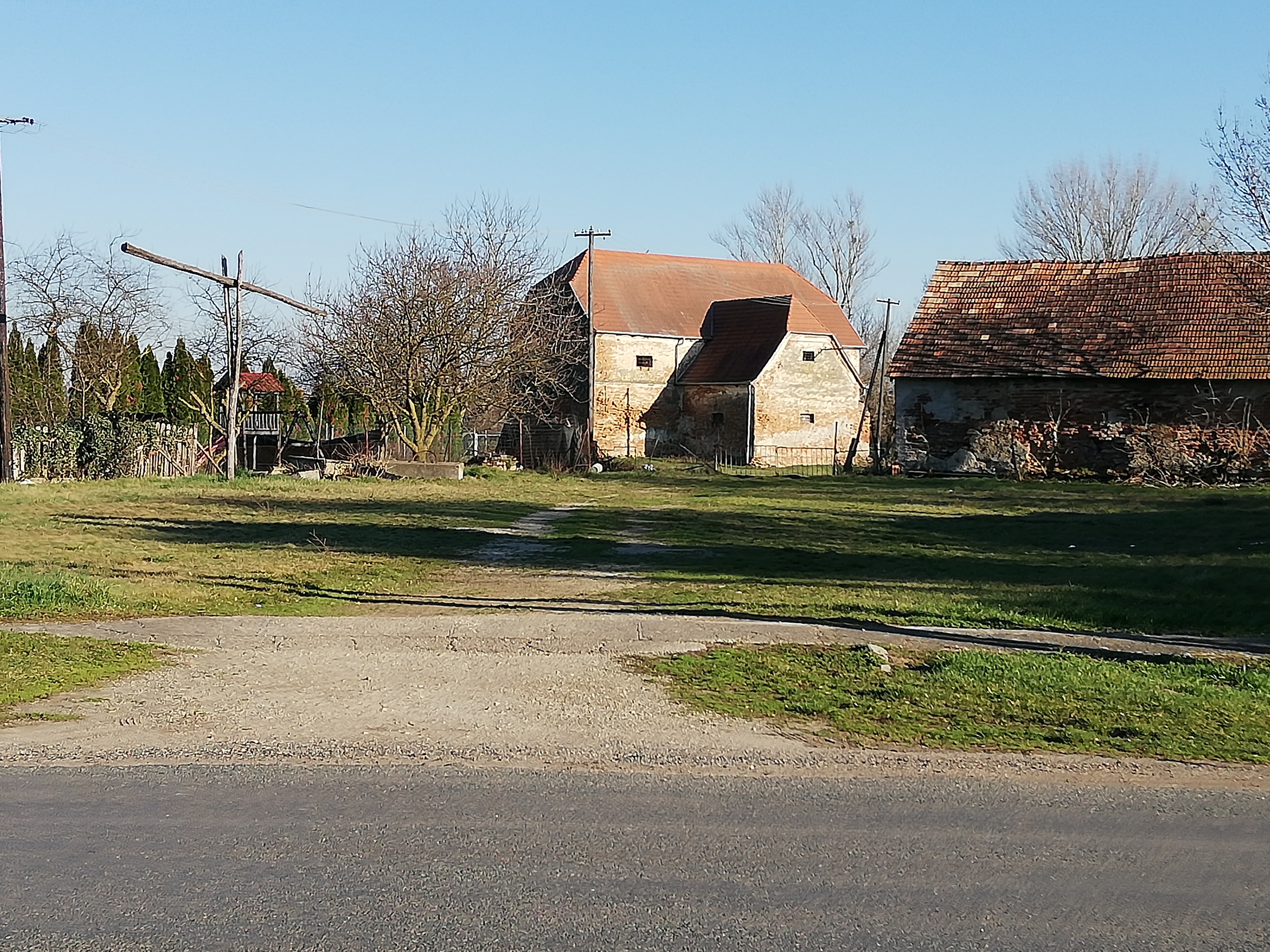
Gémeskút és régi gazdasági épületek a damonyai falurészen
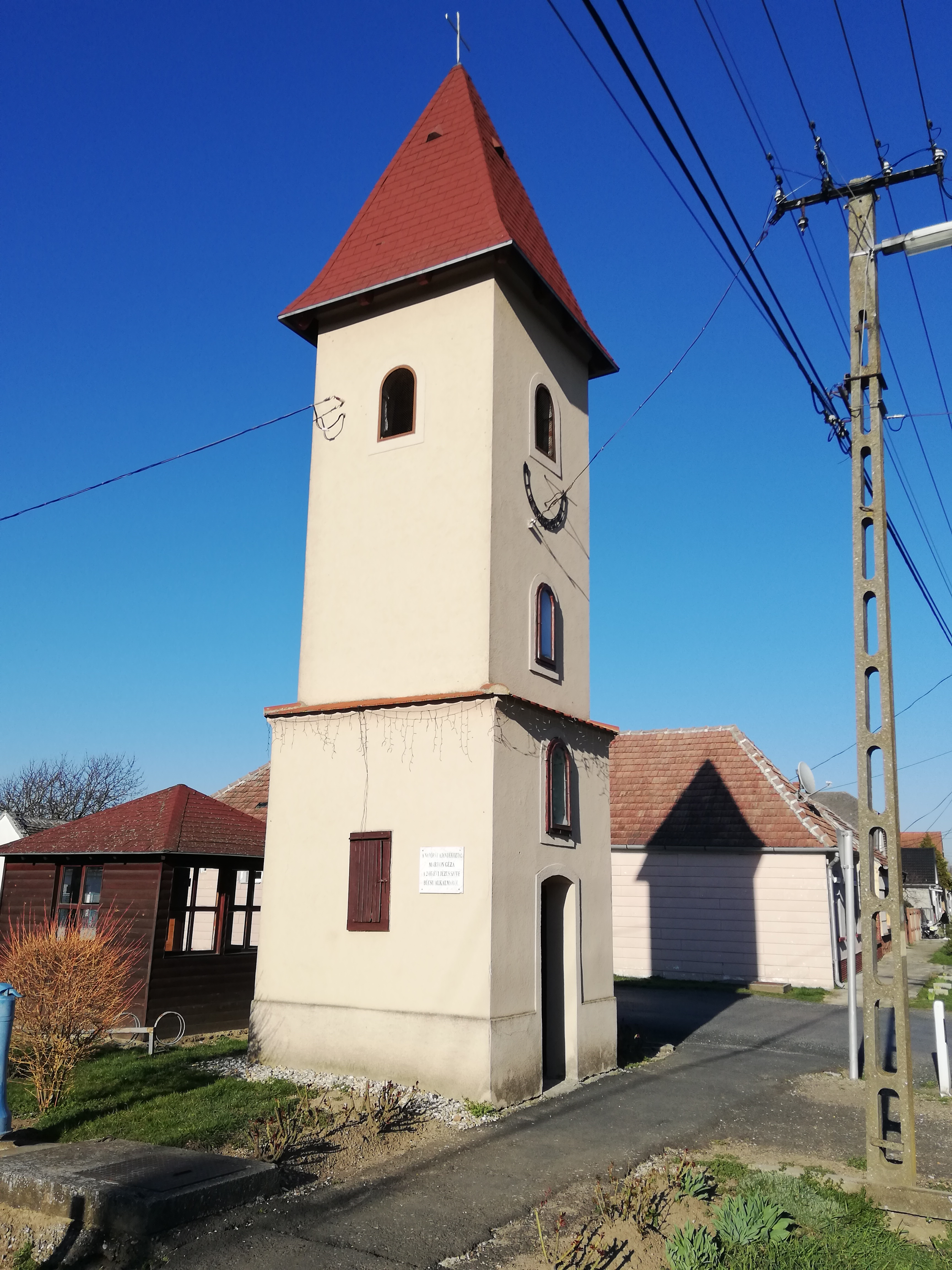
Torony a chernelházai falurész központjában
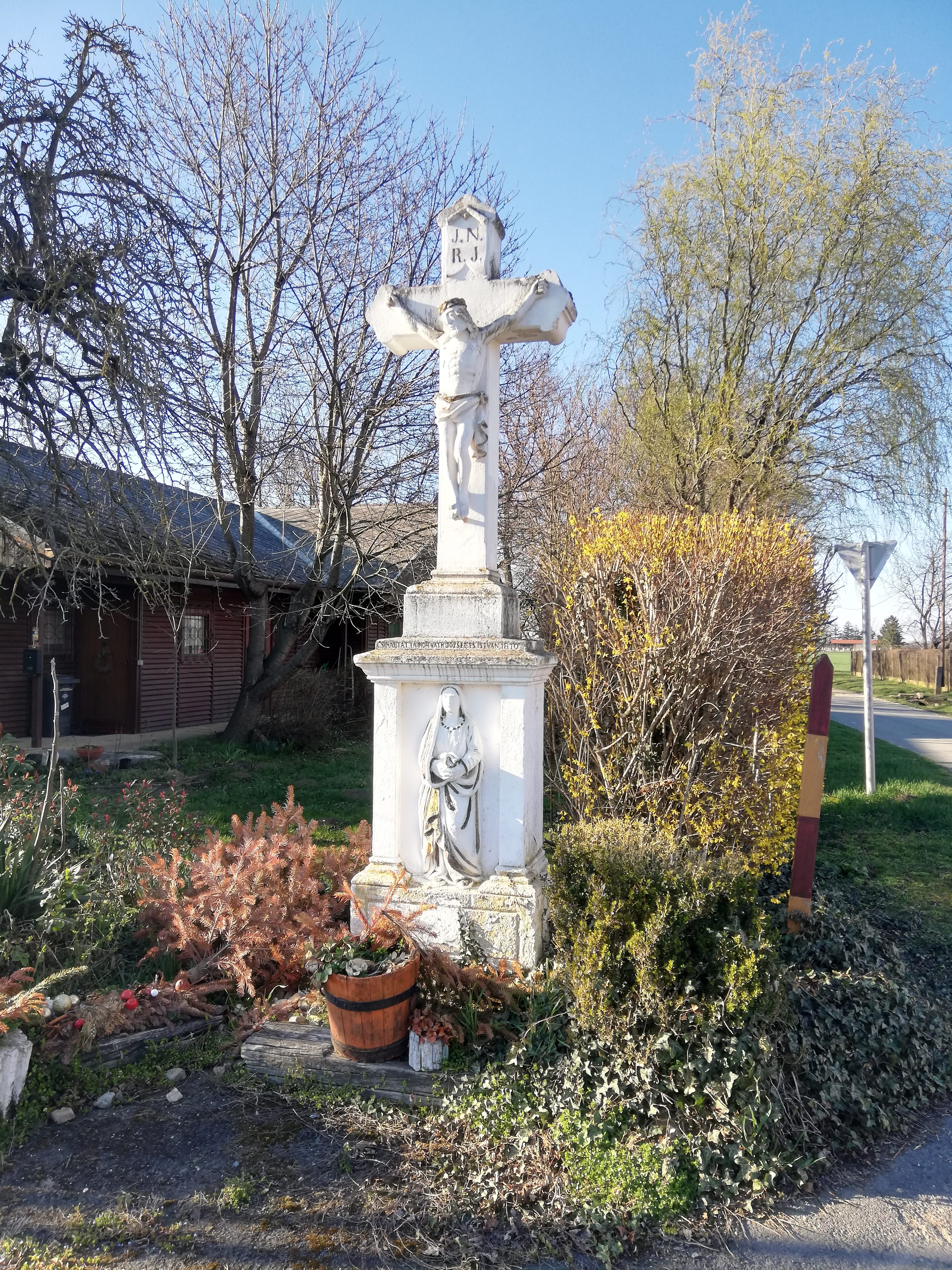
Kőkereszt a chernelházai falurészben
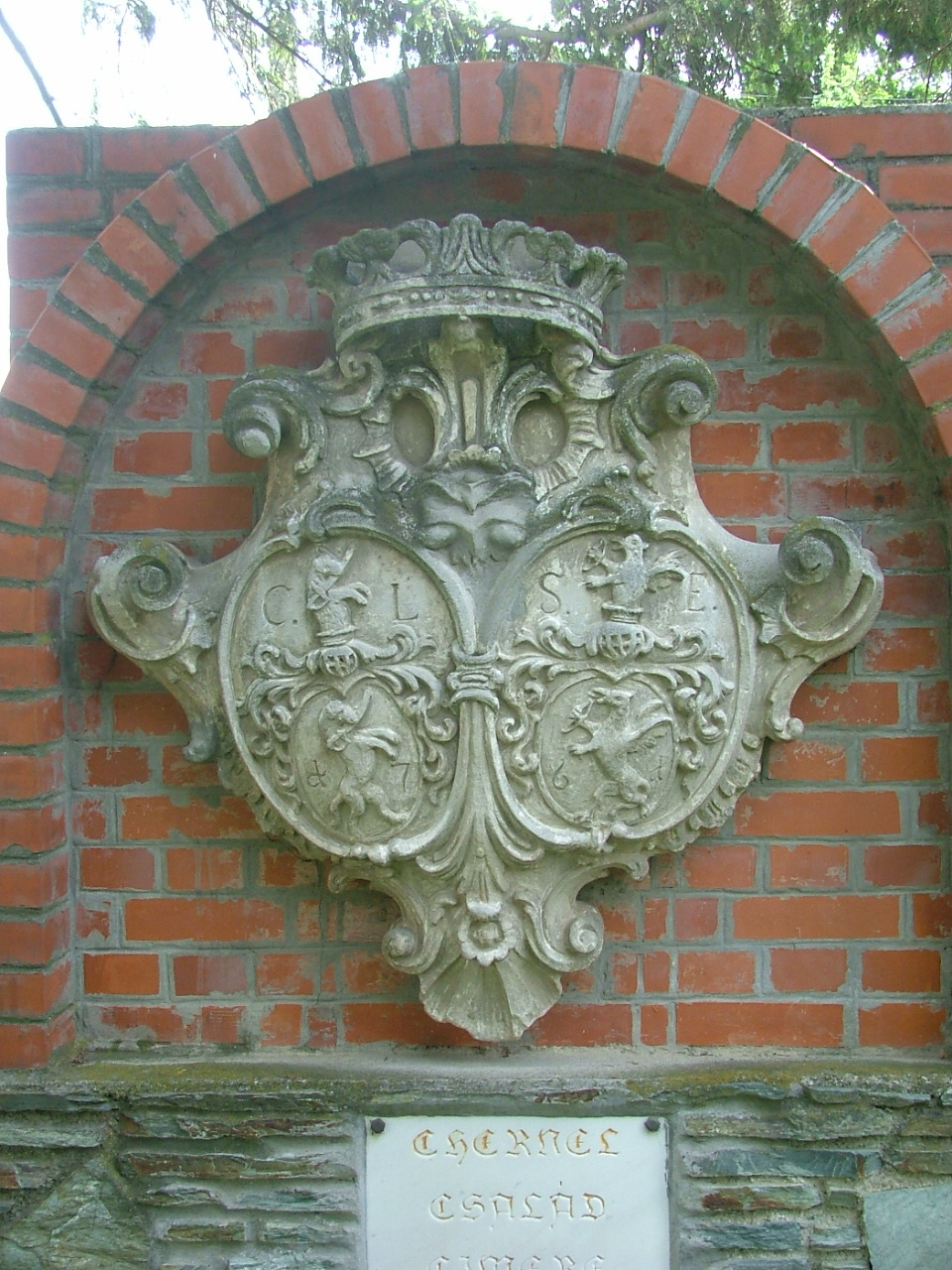
A Chernel család címere a lebontott Chernel-kastélyról a Simon kúria parkjába áthelyezve
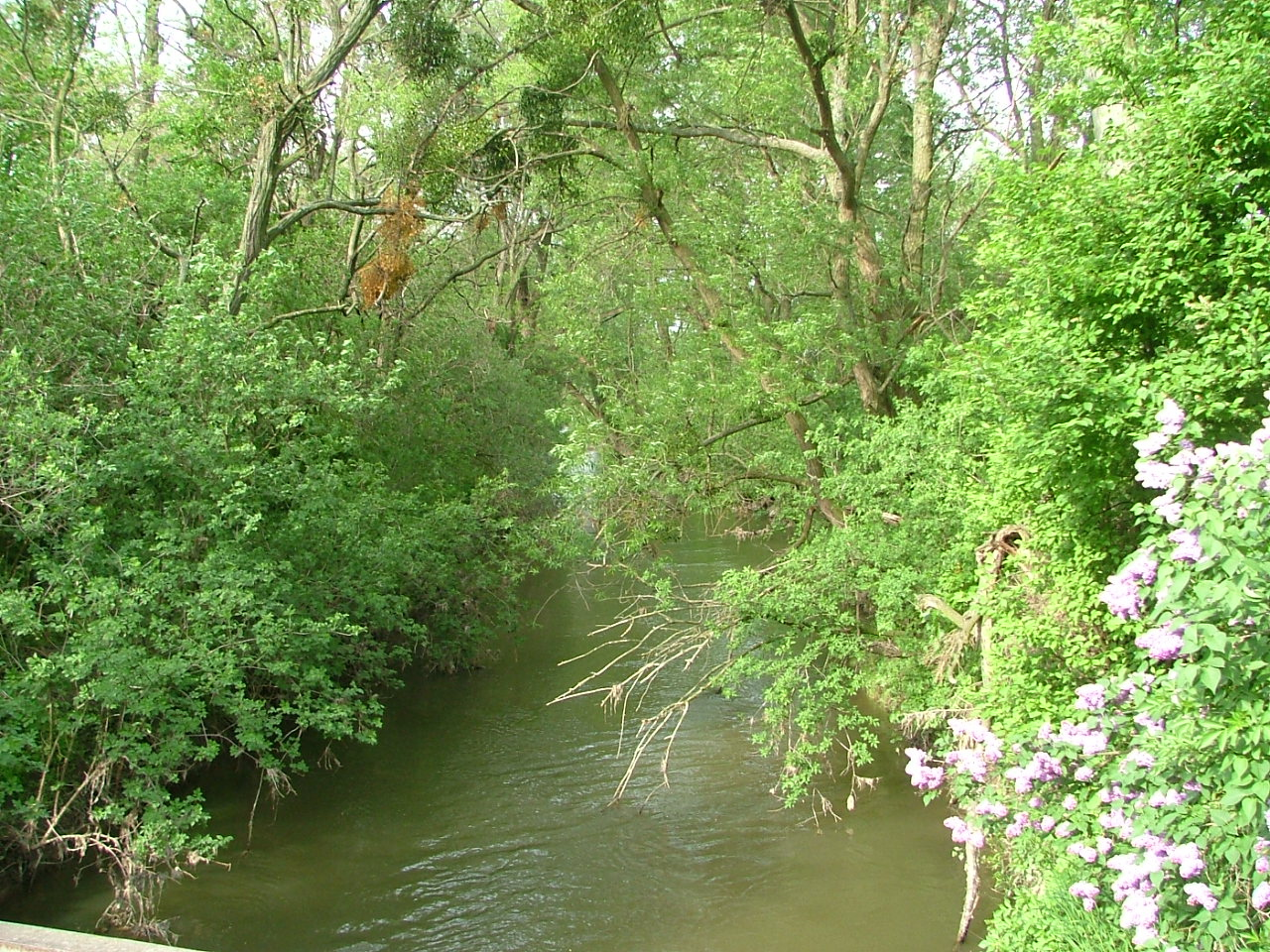
A Répce a falutól délre

## Érdekességek
- A helyi (csernelházai és damonyai) I. világháborús áldozatok emléktáblája nem helyben, hanem a répceszentgyörgyi Szent György-templom előtt álló hősi emlékművön látható.